# 凯撒斯劳滕县
凯撒斯劳滕县（德語：Landkreis Kaiserslautern）是德国莱茵兰-普法尔茨州中部的一个县，首府凯撒斯劳滕。

## 地理
凯撒斯劳滕县北面与库塞尔县和唐纳山县，东面与巴特迪克海姆县，南面与西南普法尔茨县，西面与萨尔州的萨尔普法尔茨县相邻。凯撒斯劳滕县几乎完全包围着莱茵兰-普法尔茨州的非县辖城市凯撒斯劳滕，且首府亦为凯撒斯劳滕，但凯撒斯劳滕市在行政上并不隶属于凯撒斯劳滕县。